# 출라 카간
출라 카간(處羅可汗, ?-621년)은 동돌궐의 제10대 카간이다. 휘는 아시나 일테베르(阿史那俟利弗, Ashina Ilteber). 야미 카간의 차남이자 시피 카간의 동생이다. 612년 고구려-수 전쟁 당시에 수나라 황제 양광을 따라 종군한 적이 있다. 619년에 형 시피 카간이 급사하자 그 뒤를 이었고 당나라에 시피 카간의 죽음을 알리고 부의로 비단 3만 단을 받았다. 620년에 양정도를 영접해 수왕으로 삼았으며, 당태종이 유무주를 공격하자 2,000명의 기병을 보냈다.
곽자화, 양사도와 우호관계를 맺었다가 곽자화가 양사도를 공격하고 동돌궐을 정찰해 사자를 파견해 보고했는데, 이 사실을 알자 화가 나서 곽자화의 동생 곽자승을 붙잡아 가뒀다. 양사도가 장거, 유민 등이 당나라에 항복한 것이 두려워 육계람을 파견해 신하가 될 것을 요청하자 이를 받아들였으며, 병주를 빼앗아 양정도를 그 곳에 살게 하려고 했다가 신하들이 반대했다.
출라 카간은 유무주와 함께 병주를 노략질했는데, 당고조가 태상경 정원숙을 파견해 설득하려 했지만 듣지 않았다. 병주로 군사를 일으키려고 하다가 그 전에 사망했다. 그가 급사한 이후 동생인 일릭 카간이 즉위했다.
그의 차남인 아시나 셰르(阿史那社爾)는 이세민을 따라 당나라 측으로 참전해 고구려-당 전쟁 당시 고구려로 쳐들어왔다.

## 출라 카간이 등장한 작품
- 《연개소문》(SBS, 2006년~2007년, 배우:이서진)